# 檜山広域行政組合
檜山広域行政組合（ひやまこういきぎょうせいくみあい）は、檜山管内の全町（江差町、上ノ国町、乙部町、厚沢部町、奥尻町、せたな町、今金町の7町）で構成する一部事務組合。

## 共同事務
- 消防に関する事務
- 隔離病舎の設置に関する事務
- 地方創生等の広域連携事業に関する事務

## 沿革
- 1974年（昭和49年）4月1日 - 江差町、上ノ国町、乙部町、厚沢部町、奥尻町、瀬棚町、今金町、熊石町、大成町、北檜山町の10町で構成する檜山広域消防組合が発足する。
- 1990年（平成2年）7月1日 - 檜山広域消防組合、檜山青年の家組合、檜山地区広域圏振興協議会、広域観光等の事業を統合し、檜山広域行政組合が発足する。
- 2005年（平成17年）
  - 9月1日 - 瀬棚町、北檜山町、大成町の3町が合併し、せたな町が誕生する。
  - 10月1日 - 熊石町が八雲町と合併する。これに伴い、熊石町が離脱する。

## 管内の現況
管内の人口 - 36,168人
- 江差町 - 7,732人
- 上ノ国町 - 4,851人
- 乙部町 - 3,723人
- 厚沢部町 - 3,880人
- 奥尻町 - 2,655人
- せたな町 - 7,971人
- 今金町 - 5,356人

2019年（平成31年）1月1日現在
管内の世帯数 - 18,943世帯
- 江差町 - 4,295世帯
- 上ノ国町 - 2,493世帯
- 乙部町 - 1,888世帯
- 厚沢部町 - 1,922世帯
- 奥尻町 - 1,538世帯
- せたな町 - 4,230世帯
- 今金町 - 2,577世帯

2019年（平成31年）1月1日現在
管内の面積 - 2,630.27 km2
- 江差町 - 109.48 km2
- 上ノ国町 - 547.71 km2
- 乙部町 - 162.59 km2
- 厚沢部町 - 460.58 km2
- 奥尻町 - 142.97 km2
- せたな町 - 638.68 km2
- 今金町 - 568.25 km2

2018年（平成30年）10月1日現在

## 檜山広域行政組合消防本部
檜山広域行政組合消防本部（ひやまこういきぎょうせいくみあいしょうぼうほんぶ）は、檜山管内の全域を管轄する消防部局（消防本部）。

### 組織
消防吏員の数は、2018年（平成30年）4月1日現在、152人である。
- 消防長（消防監）
  - 庶務課
    - 総務企画係
    - 財政係

  - 消防課
    - 警防係
    - 予防係

  - 江差消防署
    - 水堀分遣所

  - 上ノ国消防署
    - 石崎分遣所
    - 湯ノ岱分遣所

  - 厚沢部消防署
    - 館分遣所
    - 鶉分遣所

  - 乙部消防署
  - 奥尻消防署
    - 青苗分遣所

  - 今金消防署
  - せたな消防署
    - 大成支署
    - 瀬棚分遣所

### 消防署
| 消防署               | 住所                              | 支署                                | 分遣所                                                       |
| -------------------- | --------------------------------- | ----------------------------------- | ------------------------------------------------------------ |
| 消防本部・江差消防署 | 檜山郡江差町字茂尻町96番地        |                                     | 水堀：檜山郡江差町水堀町126                                  |
| 上ノ国消防署         | 檜山郡上ノ国町字勝山146番地       |                                     | 石崎：檜山郡上ノ国町石崎185−1 湯ノ岱：檜山郡上ノ国町湯ノ岱66 |
| 厚沢部消防署         | 檜山郡厚沢部町新町207番地         |                                     | 館：檜山郡厚沢部町館町28−1 郭：檜山郡厚沢部町鶉町229−1       |
| 乙部消防署           | 爾志郡乙部町緑町180番地14         |                                     |                                                              |
| 奥尻消防署           | 奥尻郡奥尻町字奥尻429番地         |                                     | 青苗：奥尻郡奥尻町青苗                                       |
| せたな消防署         | 久遠郡せたな町北檜山区豊岡246番地 | 大成：久遠郡せたな町大成区都427番地 | 瀬棚：せたな町瀬棚区本町719番地                              |
| 今金消防署           | 瀬棚郡今金町字今金48番地          |                                     |                                                              |